# گاریسون بیگناه
گاریسون بیگناه (انگلیسی: Garissone Innocent؛ زادهٔ ۱۶ آوریل ۲۰۰۰) بازیکن فوتبال اهل فرانسه است.